# 崔道固
崔 道固（さい どうこ、生没年不詳）は、中国の南北朝時代の官僚・軍人。字は季堅。本貫は清河郡東武城県。

## 経歴
泰山郡太守の崔輯の子として生まれた。妾腹の子であったため、異母兄の崔攸之や崔目連らに軽侮を受けた。宋の孝武帝のとき、才幹によって見出され、太子屯騎校尉や左軍将軍を歴任した。大明3年（459年）、斉北海二郡太守に任じられた。後に新安王劉子鸞の下で北中郎諮議参軍をつとめ、永嘉王劉子仁の下で左軍司馬となった。
景和元年（465年）、寧朔将軍・冀州刺史として出向し、歴城に駐屯した。泰始2年（466年）、輔国将軍の号を受けた。さらに征虜将軍に進んだ。晋安王劉子勛が明帝即位に反対して尋陽で挙兵し、徐州刺史の薛安都が呼応すると、明帝は道固を徐州刺史に転任させようとした。道固は命を受けず、子の崔景微や軍主の傅霊越を派遣して薛安都を応援させた。歴城では明帝側についた現地の軍の攻勢に悩まされ、道固は城門を閉ざして籠城した。北魏の献文帝に援軍を求める使者を送り、安南将軍・南冀州刺史に任じられ、清河公に封じられた。宋の明帝が劉子勛の乱を平定すると、道固は明帝に帰順した。
歴城は北魏の慕容白曜の包囲を受けた。泰始3年（467年）、宋の都督冀青兗幽并五州諸軍事・前将軍・冀州刺史となった。さらに平北将軍に進んだ。同年、魏軍により歴城は陥落し、道固は平城に送られた。献文帝の命により歴城守城の数百家とともに桑乾に移住させられた。
平城の西北の北新城に平斉郡が立てられると、道固は平斉郡太守となり、臨淄子の爵位を受け、寧朔将軍の号を加えられた。まもなく平斉郡の治所は平城の西南200里あまりの旧陰館の西に移された。当時、平斉郡内は飢饉に苦しみ、道固は在任中に民情を安定させることができず、反乱が頻発した。北魏の延興年間に道固は死去した。享年は50。

## 子女
- 崔景徽（後嗣、字は文叡、臨淄子、寧朔将軍、広陵王元羽の下で征東府司馬、大鴻臚少卿、龍驤将軍・平州刺史）
- 崔景業（字は文季、太和年間に昌国子の爵位を受け、建威将軍の号を加えられた）
- 崔景淵（武城男の爵位を受け、鷹揚将軍・平斉郡太守となり、郡で死去した）

## 伝記資料
- 『宋書』巻88 列伝第48
- 『魏書』巻24 列伝第12
- 『北史』巻44 列伝第32